# Eilean a' Ghobha
Eilean a' Ghobha är en ö i Storbritannien.   Den ligger i kommunen Yttre Hebriderna och riksdelen Skottland, i den nordvästra delen av landet, 900 km nordväst om huvudstaden London.